# 前377年
| 千纪： | 前1千纪 |
| 世纪： | 前5世纪 \| 前4世纪 \| 前3世纪 |
| 年代： | 前400年代 \| 前390年代 \| 前380年代 \| 前370年代 \| 前360年代 \| 前350年代 \| 前340年代 |
| 年份： | 前382年 \| 前381年 \| 前380年 \| 前379年 \| 前378年 \| 前377年 \| 前376年 \| 前375年 \| 前374年 \| 前373年 \| 前372年                                                                            |
| 纪年： | 周安王二十五年 魯共公六年 齐侯剡七年 晉孝公十二年 趙敬侯十年 魏武侯十九年 韓文侯十年 秦獻公八年 楚肅王四年 宋休公十九年 衛慎公三十八年 鄭康公十九年 燕後簡公三十八年 越王翳三十四年 中山桓公四年 |

## 大事记
- 赵国和中山国在房子交战。
- 蜀国伐楚国，取茲方。
- 魯穆公薨，子魯共公奮立。
- 韓文侯薨，子韓哀侯立。

## 出生
- 卡里亞的阿妲，波斯阿契美尼德帝國治下的女王，卡里亞總督

## 逝世
- 魯穆公，魯國第二十九任君主。
- 韓文侯，韓國第三任君主。